# Sankofa (film)
Pour plus de détails, voir Fiche technique et Distribution.
Sankofa (ሳንኮፋ) est un film éthiopien réalisé par Hailé Gerima, sorti en 1993.

## Synopsis
Un mannequin afro-américain part en Afrique pour un shooting photo et se trouve spirituellement transporté dans une plantation des colonies où travaillent des esclaves.

## Fiche technique
- Titre : Sankofa
- Titre original : ሳንኮፋ
- Réalisation : Hailé Gerima
- Scénario : Hailé Gerima
- Musique : David J. White
- Photographie : Augustin Cubano
- Montage : Hailé Gerima
- Production : Hailé Gerima
- Société de production : Channel Four Films, Diproci, Mypheduh Films et Negod-Gwad Productions
- Société de distribution : M. H. Films Diffusion (France)
- Pays de production :  Éthiopie,  Burkina Faso,  Ghana,  Royaume-Uni,  États-Unis et  Allemagne
- Genre : Drame
- Durée : 125 minutes
- Dates de sortie : 
  - États-Unis : 28 mai 1993
  - France : 13 novembre 1996

## Distribution
- Kofi Ghanaba : Sankofa
- Oyafunmike Ogunlano : Mona
- Alexandra Duah : Nunu
- Nick Medley : Joe
- Mutabaruka : Shango
- Afemo Omilami : le noble Ali
- Reggie Carter : le père Raphael
- Mzuri : Lucy
- Jimmy Lee Savage : Mussa
- Hasinatu Camara : Jumma
- Jim Faircloth : James
- Stanley Michelson : M. Lafayette
- John A. Mason : Big Boy
- Louise Reid : Esther
- Roger Doctor : Nathan
- Alditz McKenzie : Kuta
- Chrispan Rigby : le photographe
- Maxwell Parris : le bébé Ngozi
- Hossana Ghanaba : le linguiste

## Distinctions
Le film a été présenté en sélection officielle en compétition lors de Berlinale 1993.